# Pete Davidson
Peter Michael Davidson, conegut simplement com a Pete Davidson   (Staten Island, 16 de novembre de 1993), és un actor i humorista americà. Forma part de l'elenc de Saturday Night Live. Davidson també ha fet aparicions a programes de MTV com Guy Code, Wild 'n Out i Failosophy. Ha fet d'humorista a Adam Devine's House Party, Jimmy Kimmel Live! i Comedy Underground with Dave Attell, i ha estat l'estrella invitada a Brooklyn Nine-Nine.

## Infantesa i joventut
Davidson, fill d'Amy (Waters de soltera) i Scott Matthew Davidson, va néixer el 16 de novembre de 1993 a Staten Island, Nova York. David té ascendència jueva, alemanya, irlandesa, escocesa, anglesa i italiana. Té una germana petitat anomenada Casey. El seu pare fou un bomber de Nova York que morí en servei durant els atemptats de l'11 de setembre, on fou vist per última vegada pujant les escales del Marriott World Trade Center abans de l'esfondrament. La pèrdua el va afectar profundament, ja que llavors tenia 7 anys. Declarà al The New York Times que era "aclaparador" i que sovint actuava a l'escola com a resultat del trauma, arribant a tallar-se el cabell fins a tornar-se calb. L'octubre de 2016 va confessar al programa de radio matinal The Breakfast Club que havia tingut pensaments suïcides quan era jove i que la música de l'artista de rap Kid Cudi li havia salvat la vida.
Davidson va fer d'humorista en públic per primera vegada en una pista de bitllets a Staten Island, on un grup d'amics que coneixien les seves aspiracions humoristes, el van desafiar a actuar a l'escenari. Ho va fer després de consumir cànnabis. Davidson, que ha patit la malaltia de Crohn des de l'edat dels 17 o 18 anys, digué aleshores que "no podia funcionar" sense cànnabis, afegint que no seria capaç de treballar a Saturday Night Live, i que els intents d'actuar sense consumir-ne no havien reeixit. Va explicar que "pot actuar quan no està fumat, però que no seria tant divertit per ell". Va anar a St. Joseph's School, aleshores Tottenville High School abans d'anar a Xaverian High School, a Brooklyn, on es va graduar el 2011. La seva mare encara hi treballa com a infermera de l'escola. Després de l'institut, va matricular-se a St. Francis College a Brooklyn Heights, on hi va romandre breument abans de deixar els estudis.

## Carrera
La seva primera aparició en pantalla va ser al tercer episodi de la sèrie de comèdia de MTV Failosophy, que es va estrenar el 28 de febrer de 2013. El mes següent, va aparèixer a "PDA and Moms", un episodi de la tercer temporada del xou d'impacte Guy Code, el primer dels quatre episodis en què apareixeria. Aquell juny es va emetre l'episodi Gotham Comedy Live de la segona temporada del programa Comedy Live del canal Comedy Central, que mostra humoristes al Gotham Comedy Club de Nova York. Va ser la seva primera aparició televisiva com a humorista. El juliol va tornar a MTV2 amb una aparició a Nick Cannon Presents: Wild 'N Out, la primera de les sis aparicions que faria en aquest programa.
Posteriorment ha fet d'humorista a Adam Devine's House Party, Jimmy Kimmel Live! i Comedy Underground with Dave Attell, i ha estat l'estrella invitada a Brooklyn Nine-Nine. El 2014 tingué un paper a l'episodi pilot d'una comèdia de Fox Broadcasting Company, Sober Companion, però finalment no es va convertir en sèrie.
Es va unir a l'elenc de Saturday Night Live a l'estrena de la 40a temporada, que es va emetre el 27 de setembre de 2014. Amb 20 anys va ser el primer membre de l'elenc de SNL nascut als anys noranta i un dels més joves de la seva història. Va conèixer el regular del programa Bill Hader durant la gravació de la pel·lícula de comèdia Trainwreck, dirigida per Judd Apatow. Aquest li va oferir participar en l'audició pel programa i va acabar sent la primera addició de la temporada. Hader va parlar d'ell al productor Lorne Michaels. El seu debut va recollir crítiques positives, així com les seves paròdies més destacades de la temporada incloent-hi un esquetx de l'estil Indiana Jones. En aquest esquetx, ell i Dwayne Johnson ("The Rock"), després de rebre dards enverinats, es van veure obligats a succionar el verí l'un a l'altre de diverses parts del cos, la qual cosa acabaria amb ells dos enredats en la posició del 69. En un altre esquetx Norman Reedus li disparava una fletxa al pit.
El març de 2015 va participar en el Comedy Central Roast de Justin Bieber. La seva aparició va ser lloada com una de les millors de l'espectacle. Entre les seves bromes més atrevides n'hi ha una a costa del seu company 'roaster' Snoop Dogg i amfitrió Kevin Hart i la seva pel·lícula Soul Plane. Davidson, el pare del qual era bomber i va morir durant els atemptats de l'11 de setembre va qualificar la pel·lícula com a "la pitjor experiència de la meva vida amb un avió".
El 2016 va aparèixer a la llista Forbes 30 under 30. També aquell mateix any, va gravar el seu primer especial de comèdia Pete Davidson: SMD. Aquest especial de Comedy Central es va filmar a Nova York.

## Estil de comèdia
Ha estat lloat per basar la seva comèdia en la seva vida i per recórrer a aspectes de la seva vida que s'han comparat a "una sèrie de veritats brutals i confessions vulgars" que han fet que el públic el senti proper. Tracta temes com el cànnabis, el sexe i les relacions. També relata experiències incòmodes viscudes a la residència d'estudiants durant la seva breu estada a St. Francis College. Fa bromes sobre temes sensibles, com ara la mort del seu pare durant els atemptats de l'11 de setembre. En fa perquè diu que això l'enforteix per afrontar el sentiment d'impotència que li va causar experimentar una tragèdia d'aquesta magnitud tant jove. És un seguidor de la franquícia Harry Potter i n'ha incorporat material a la seva obra com a humorista.

## Vida personal
L'octubre de 2015 Davidson vivia en un apartament a Brooklyn Heights, Nova York.
Davidson té un tatuatge del número de placa del seu pare (8418) al seu braç esquerra. Davidson donà suport a Hillary Clinton a les eleccions presidencials dels Estats Units de 2016. El 5 de desembre va fer conèixer a través del seu compte d'Instagram que s'havia fet un tatuatge a la cama de Clinton, de la qual digué que era la seva heroïna, forta i una de les persones més fortes de l'Univers. La mateixa Clinton va agrair-li l'elogi, comentant "Això fa significativament menys incòmode que hagi tingut un tatuatge de Pete Davidson durant anys.
Se li va diagnosticar la malaltia de Crohn als 17 o 18 anys, per la qual va rebre tractament intravenós i va consumir cànnabis medicinal per alleujar el dolor. El 6 de març de 2017 va anunciar al seu compte d'Instagram que havia deixat les drogues i que estava sobri per primer cop en vuit anys. Durant una entrevista al podcast de l'humorista Marc Maron, va aclarir que l'única droga que consumia era cànnabis i que, mentre que n'havia reduït considerablement el consum, els problemes personals que al principi creia que eren causats pel consum diari de cànnabis, eren causats per un trastorn límit de la personalitat, pel qual s'ha estat sotmetent a tractament.
Davidson va festejar amb Cazzie David durant 2 anys. El 20 de juny de 2018, Davidson va confirmà que estava compromès amb Ariana Grande.

## Obres

### Discografia i especials de comedia
| Any  | Títol              | Distribuidor   |
| ---- | ------------------ | -------------- |
| 2016 | Pete Davidson: SMD | Comedy Central |

### Cinema
| Any          | Títol                        | Paper                      | Nota                                   |
| ------------ | ---------------------------- | -------------------------- | -------------------------------------- |
| 2013         | TubbyMan                     | PipeKleener                | Curtmetratge                           |
| 2014         | School Dance                 | Stinkfinger                |                                        |
| 2015         | Trainwreck                   | Dr. Conner's Patient       |                                        |
| 2018         | Set It Up                    | Duncan                     |                                        |
| 2019         | What Men Want                | Danny                      |                                        |
| 2019         | Big Time Adolescence         | Zeke                       |                                        |
| 2019         | The Dirt                     | Tom Zutaut                 |                                        |
| 2019         | Angry Birds 2: La pel·lícula | Jerry                      | Veu en anglès                          |
| 2019         | The Jesus Rolls              | Jack Bersome               |                                        |
| 2020         | The King of Staten Island    | Scott Carlin               | També coguionista i productor executiu |
| 2021         | The Suicide Squad            | Richard Hertz / Blackguard |                                        |
| 2022         | I Want You Back              | Jase                       |                                        |
| 2022         | Bodies Bodies Bodies         | David                      |                                        |
| 2022         | Marmaduke                    | Marmaduke                  | Veu en anglès                          |
| 2022         | Good Mourning                | Barry                      |                                        |
| 2023         | The Home                     | Max                        | En rodatge                             |
| Per anunciar | Meet Cute                    | Gary                       | Postproducció                          |

### Televisió
| Any                   | Títol                                 | Paper                | Notes                     |
| --------------------- | ------------------------------------- | -------------------- | ------------------------- |
| 2013                  | Guy Code                              | Ell mateix           | 4 episodis                |
| 2013                  | Brooklyn Nine-Nine                    | Steven               | Episodi: "The Slump"      |
| 2013                  | Adam DeVine's House Party             | Ell mateix           | Episodi: "Stunt Audition" |
| 2013–2014, 2017, 2018 | Nick Cannon Presents: Wild 'N Out     | Ell mateix           | 6 episodis                |
| 2014–2022             | Saturday Night Live                   | Ell mateix, diversos | Elenc principal           |
| 2015                  | Comedy Central Roast of Justin Bieber | Ell mateix           | Especial de televisió     |
| 2016                  | Comedy Central Roast of Rob Lowe      | Ell mateix           | Especial de televisió     |
| 2016                  | The Goddamn Comedy Jam                | Ell mateix           | Especial de televisió     |
| 2016                  | Pete Davidson: SMD                    | Ell mateix           | Especial de televisió     |
| 2017                  | Weekend Update Thursday               | Ell mateix           |                           |